# سیارک ۳۲۵۷
سیارک ۳۲۵۷ (به انگلیسی: 3257 Hanzlik، نامگذاری:1982GG) سه هزار و دویست و پنجاه و هفتمین سیارک کشف شده‌است که در ۱۵ آوریل ۱۹۸۲ کشف شد.
قدر مطلق سیارک برابر ۱۳٫۵۰ است.